# Epsilon Pavonis
Epsilon Pavonis (ε Pavonis / ε Pav), è la quarta stella più luminosa della costellazione del Pavone. Dista dal sistema solare 105 anni luce e la sua magnitudine apparente è +3,95.

## Osservazione
È invisibile alle medie latitudini dell'emisfero boreale, più a nord del parallelo 18°N, mentre nell'emisfero australe diventa circumpolare già nella fascia tropicale, più a sud della latitudine 18°S.
Essendo di magnitudine 3,95, la si può osservare anche dai piccoli centri urbani senza difficoltà, sebbene un cielo non eccessivamente inquinato sia maggiormente indicato per la sua individuazione.

## Caratteristiche fisiche
Epsilon Pavonis è una stella bianca di sequenza principale di tipo spettrale A0V, di caratteristiche simili per esempio a Vega, la cui massa è poco più che doppia rispetto al Sole ed una luminosità 32 volte superiore a quella della nostra stella. La temperatura superficiale supera di poco i 10000 K mentre il raggio è del 75% superiore a quello solare